# Intérêts composés

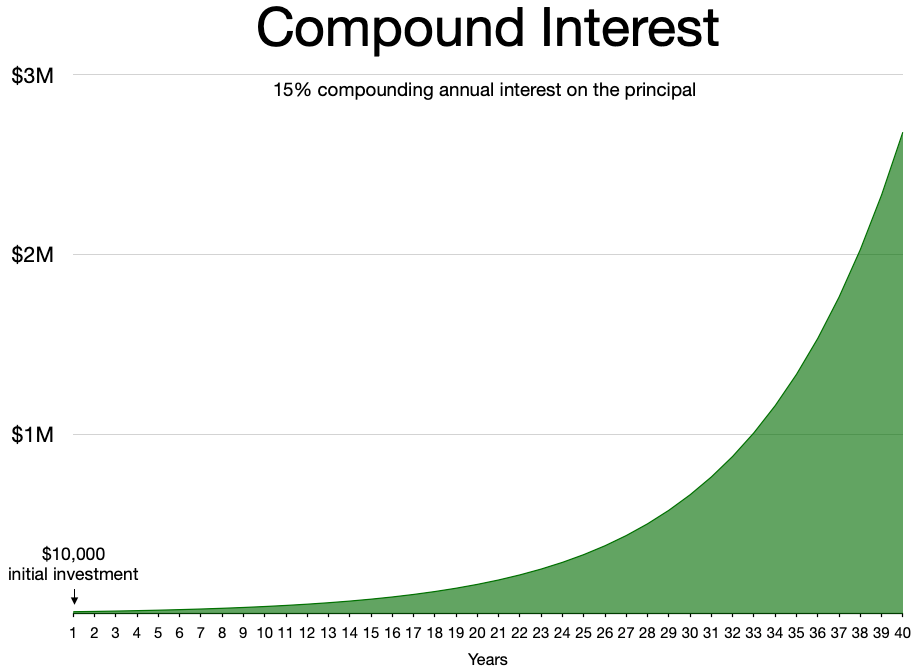
Courbe montrant l'effet exponentiel des intérêts composés lorsque les plus-values sont systématiquement réinvesties.

Les intérêts composés désignent un mécanisme financier dans lequel les intérêts gagnés sur un capital initial sont réinvestis, générant ainsi des intérêts supplémentaires. Contrairement aux intérêts simples, où seuls le capital de départ produit des gains, les intérêts composés permettent de faire fructifier à la fois le capital initial et les intérêts déjà accumulés. Ce processus crée un effet exponentiel, car les intérêts s'ajoutent au capital, augmentant ainsi la base sur laquelle les futurs intérêts seront calculés.
Le concept des intérêts composés est largement utilisé dans divers domaines financiers, tels que les prêts, les placements, et les comptes d'épargne. Il constitue un facteur clé dans la croissance à long terme des investissements et joue un rôle central dans les mathématiques financières. L'effet des intérêts composés est souvent décrit par la formule suivante où {\displaystyle V_{f}} est la valeur finale, {\displaystyle V_{i}} la valeur initiale,
{\displaystyle \rho } le taux d'intérêt sur une période, et {\displaystyle a} le nombre de périodes : {\displaystyle V_{f}=V_{i}\cdot (1+\rho )^{a}\,}
L'histoire des intérêts composés remonte à l'Antiquité, mais le concept a pris une importance croissante avec l'essor des systèmes bancaires modernes. Albert Einstein aurait même qualifié les intérêts composés de « huitième merveille du monde », soulignant leur capacité à faire croître les richesses de manière significative avec le temps.

## Historique

### Origines dans les civilisations anciennes
Le concept d'intérêts composés trouve ses racines dans les civilisations anciennes, bien que sous des formes rudimentaires. Les premières traces d'utilisation de ce principe remontent à la Mésopotamie antique, vers 2400 av. J.-C. Des tablettes d'argile babyloniennes mentionnent des calculs s'apparentant aux intérêts composés dans le contexte de prêts agricoles. En Inde ancienne, des textes mathématiques comme le Lilavati de Bhāskara II (XIIe siècle) abordent des problèmes impliquant des calculs d'intérêts composés.

### Évolution du concept à travers les siècles
Au Moyen Âge, le concept d'intérêts composés était souvent considéré avec méfiance, en partie à cause des interdictions religieuses sur l'usure. Cependant, les marchands italiens de la Renaissance, notamment à Venise et Florence, ont commencé à utiliser plus systématiquement ce principe dans leurs transactions commerciales.
La formalisation mathématique des intérêts composés s'est développée progressivement. Au XVIIe siècle, le mathématicien écossais John Napier a contribué significativement à la compréhension et au calcul des intérêts composés grâce à son invention des logarithmes. Au XVIIIe siècle, le mathématicien suisse Leonhard Euler a approfondi la théorie des intérêts composés, notamment en développant la formule de l'intérêt composé continu.

### Développement et utilisation dans les systèmes bancaires modernes
L'essor du système bancaire moderne au XIXe siècle a vu une utilisation accrue et systématique des intérêts composés. Les banques ont commencé à offrir des comptes d'épargne avec intérêts composés, permettant aux déposants de bénéficier de la croissance exponentielle de leur épargne. Au XXe siècle, l'avènement de l'informatique a grandement facilité les calculs complexes liés aux intérêts composés, permettant une application plus large et précise dans divers domaines financiers. Les intérêts composés sont devenus un élément central dans la gestion des investissements, les prêts hypothécaires, et la planification financière à long terme.
Aujourd'hui, les intérêts composés sont un concept fondamental en finance, utilisé dans une variété d'instruments financiers et de stratégies d'investissement. Leur importance est telle que le physicien Albert Einstein aurait déclaré que les intérêts composés étaient la « huitième merveille du monde », bien que l'authenticité de cette citation soit débattue.

## Principes de fonctionnement

### Définition mathématique
Pour calculer des intérêts composés annuellement, il faut utiliser une suite géométrique, dont la formule est :
{\displaystyle V_{f}=V_{i}\cdot (1+\rho )^{a}\,},
où {\displaystyle V_{f}} est la valeur finale, {\displaystyle V_{i}} la valeur initiale,
{\displaystyle \rho } le taux d'intérêt sur une période, et {\displaystyle a} le nombre de périodes (d'années, semestres, trimestres, etc.). L'habitude est d'exprimer le taux d'intérêt en pourcentage, ainsi on écrira 2 % pour {\displaystyle \rho =0,02}.
Par exemple, en plaçant 10 unités d'une devise quelconque à un taux de 2 % par an pendant 5 ans, on obtient :
{\displaystyle 10\cdot (1+2/100)^{5}\approx 11,04} unités.
Après 10 ans, le total sera de 12,19 unités dans cette devise ; après un siècle, de 72,45 unités.
Cette somme {\displaystyle V_{f}} est aussi celle qui est due par un emprunteur au bout de {\displaystyle a} années, au taux d'intérêt {\displaystyle \rho } (s'il n'a rien remboursé entre-temps).
Les intérêts peuvent aussi être composés sur {\displaystyle n} fractions d'une année, par exemple 12 mois, même si le taux {\displaystyle \rho } reste exprimé par an. Un intérêt égal à {\displaystyle \rho /12} est alors versé à la fin de chaque mois. La valeur finale au bout de {\displaystyle a} années est alors donnée par
{\displaystyle V_{f}=V_{i}\cdot (1+\rho /n)^{na}\,}.
On peut aussi composer l'intérêt sur des trimestres ou des jours. Pour comparer les différentes périodes de composition, on calcule le taux effectif sur un an :
{\displaystyle {\frac {V_{f}}{V_{i}}}-1=\left(1+\rho /n\right)^{n}-1}.
Pour un même taux {\displaystyle \rho }, plus la période de composition est courte, plus le taux effectif est grand.
Le taux effectif converge vers une valeur définie lorsqu'on découpe l'année en une infinité de périodes de composition infiniment courtes, c'est-à-dire lorsque {\displaystyle n} tend vers l'infini. En effet, on peut démontrer que :
{\displaystyle \lim _{n\to +\infty }(1+\rho /n)^{n}=e^{\rho }}.
Cette formule est utilisée pour calculer ce qu'on appelle des intérêts composés continûment.
La règle dite des 72, quant à elle, est une méthode pour estimer le temps de doublement d'une valeur initiale. Si un capital est placé avec un taux d'intérêt de t% par période, il faudra 72/t périodes pour le doubler.
Valeur finale
{\displaystyle V_{f}=V_{i}(1+\rho )^{a}\,}
Cette formule donne la valeur future {\displaystyle V_{f}} d'un investissement {\displaystyle V_{i}} avec un accroissement à un taux d'intérêt de {\displaystyle \rho } pendant {\displaystyle a} périodes.
Valeur initiale
{\displaystyle V_{i}={\frac {V_{f}}{\left(1+\rho \right)^{a}}}\,}
Cette formule donne la valeur initiale {\displaystyle V_{i}} (ou valeur présente) nécessaire pour obtenir une certaine valeur future {\displaystyle V_{f}} si le taux d'intérêt de {\displaystyle \rho } est capitalisé pendant {\displaystyle a} périodes.
Taux d'intérêt
{\displaystyle \rho =\left({\frac {V_{f}}{V_{i}}}\right)^{\left({\frac {1}{a}}\right)}-1}
Cette formule donne le taux d'intérêt composé {\displaystyle \rho } obtenu si un investissement initial {\displaystyle V_{i}} donne une valeur finale {\displaystyle V_{f}} après {\displaystyle a} périodes d'accroissement.
Périodes nécessaires
{\displaystyle a={\frac {\ln {\frac {V_{f}}{V_{i}}}}{\ln {(1+{\rho })}}}}
Cette formule donne le nombre de périodes {\displaystyle a} nécessaires pour obtenir une valeur finale {\displaystyle V_{f}} à partir d'un investissement initial {\displaystyle V_{i}} si le taux d'intérêt est de {\displaystyle \rho } ({\displaystyle \ln } désigne la fonction logarithme népérien).

### Comparaison avec les intérêts simples
Contrairement aux intérêts simples, où les intérêts sont calculés uniquement sur le montant de départ, les intérêts composés sont calculés sur le montant initial et sur les intérêts accumulés des périodes précédentes.
Exemple : Pour un investissement initial de 1000€ à un taux d'intérêt annuel de 5% sur 3 ans :
Avec intérêts simples :
- Année 1 : 1000 + (1000 × 5%) = 1050€
- Année 2 : 1050 + (1000 × 5%) = 1100€
- Année 3 : 1100 + (1000 × 5%) = 1150€

Avec intérêts composés :
- Année 1 : 1000 × (1 + 5%) = 1050€
- Année 2 : 1050 × (1 + 5%) = 1102,50€
- Année 3 : 1102,50 × (1 + 5%) = 1157,63€

Cet exemple illustre comment les intérêts composés génèrent un rendement supérieur sur le long terme.

### Effet exponentiel
L'effet exponentiel des intérêts composés, parfois appelé « effet boule de neige », se manifeste particulièrement sur le long terme. Ce phénomène explique pourquoi de petites différences dans les taux d'intérêt ou dans la durée d'investissement peuvent avoir des impacts significatifs sur le résultat final.
Par exemple, un investissement de 10 000€ à un taux annuel de 7% sur différentes durées :
- Après 10 ans : 19 671,51€
- Après 20 ans : 38 696,84€
- Après 30 ans : 76 122,55€
- Après 40 ans : 149 744,58€

Cet exemple illustre comment la croissance s'accélère avec le temps, les intérêts générés devenant eux-mêmes une source importante de nouveaux intérêts. L'effet exponentiel des intérêts composés est un principe fondamental en finance et en investissement, souvent cité comme un outil puissant pour la création de richesse à long terme.

## Applications pratiques

### Épargne et investissements
Les intérêts composés sont un élément fondamental dans la croissance de l'épargne et des investissements à long terme.
- Comptes d'épargne : Dans un compte d'épargne classique, les intérêts sont généralement calculés et ajoutés au capital à intervalles réguliers (mensuellement, trimestriellement ou annuellement). Ce mécanisme permet à l'épargnant de gagner des intérêts non seulement sur son capital initial, mais aussi sur les intérêts précédemment accumulés.
- Fonds d'investissement : Les fonds communs de placement et les fonds négociés en bourse (ETF) bénéficient souvent de l'effet des intérêts composés lorsque les dividendes et les gains en capital sont réinvestis automatiquement[12].
- Assurance-vie : Certains contrats d'assurance-vie, notamment ceux en euros, capitalisent les intérêts, permettant ainsi une croissance composée du capital sur le long terme[13].

### Prêts et crédits
Les intérêts composés sont également appliqués dans le domaine des prêts et des crédits, mais cette fois au détriment de l'emprunteur :
- Prêts hypothécaires : Les intérêts sont généralement calculés quotidiennement et ajoutés au solde du prêt, ce qui signifie que l'emprunteur paie des intérêts sur les intérêts précédemment accumulés[14].
- Crédits à la consommation : Les cartes de crédit et les prêts personnels utilisent souvent des intérêts composés, ce qui peut rapidement augmenter la dette si elle n'est pas remboursée rapidement.

### Retraite
Les intérêts composés jouent un rôle crucial dans la planification financière à long terme, en particulier pour la retraite :
- Épargne-retraite : Les plans d'épargne-retraite, tels que le Plan d'Épargne Retraite (PER) en France, bénéficient des intérêts composés sur de longues périodes, permettant une croissance significative du capital[15].
- Effet à long terme : Grâce aux intérêts composés, même de petites contributions régulières à un fonds de retraite peuvent se transformer en sommes importantes sur plusieurs décennies.

## Impact des intérêts composés sur la croissance à long terme

### Effet du temps
L'un des aspects les plus puissants des intérêts composés est leur relation avec le temps. Plus la période d'investissement est longue, plus l'effet des intérêts composés est important.
- Importance d'investir tôt : Commencer à investir tôt, même avec de petites sommes, peut conduire à des gains significativement plus élevés sur le long terme par rapport à des investissements plus importants mais tardifs[17].
- Règle des 72 : Cette règle empirique permet d'estimer rapidement le temps nécessaire pour doubler un investissement. En divisant 72 par le taux d'intérêt annuel, on obtient une approximation du nombre d'années nécessaires pour doubler le capital initial.

### Taux d'intérêt et inflation
Les taux d'intérêt et l'inflation jouent un rôle crucial dans l'efficacité des intérêts composés sur le long terme.
- Fluctuations des taux d'intérêt : Les variations des taux d'intérêt peuvent avoir un impact significatif sur les rendements à long terme. Une augmentation même minime du taux d'intérêt peut entraîner des différences substantielles dans la valeur finale d'un investissement sur plusieurs décennies[18].
- Influence de l'inflation : L'inflation peut éroder le pouvoir d'achat du capital investi au fil du temps. Pour que les intérêts composés aient un impact positif réel, le taux de rendement doit être supérieur au taux d'inflation.
- Taux d'intérêt réel : Le taux d'intérêt réel, qui prend en compte l'inflation, est un indicateur plus précis de la croissance effective du pouvoir d'achat d'un investissement. Un taux d'intérêt nominal élevé peut sembler attractif, mais si l'inflation est également élevée, le gain réel peut être minime[19].

## Limites et critiques

### Endettement et pièges
Les intérêts composés peuvent avoir des effets néfastes lorsqu'ils sont appliqués aux dettes, en particulier dans le cas des crédits à la consommation et des cartes de crédit. Lorsqu'une dette n'est pas remboursée rapidement, les intérêts s'accumulent non seulement sur le montant initial emprunté, mais aussi sur les intérêts précédemment calculés, ce qui peut entraîner une spirale d'endettement. Les taux d'intérêt élevés associés à certains produits financiers, comme les cartes de crédit, peuvent rapidement faire gonfler une dette relativement modeste si elle n'est pas gérée efficacement. Par exemple, une dette de carte de crédit de 1000 € avec un taux d'intérêt annuel de 20% peut doubler en moins de quatre ans si seuls les paiements minimums sont effectués.
Ce phénomène peut être particulièrement problématique pour les personnes en situation financière précaire, qui peuvent se retrouver piégées dans un cycle d'endettement difficile à briser. Les intérêts composés, dans ce contexte, peuvent exacerber les difficultés financières et compromettre la stabilité économique à long terme des individus et des ménages.

### Écart entre les classes sociales
Les intérêts composés peuvent également jouer un rôle dans l'accroissement des inégalités économiques. Ceux qui disposent d'un capital initial important ou qui sont en mesure d'épargner régulièrement peuvent bénéficier pleinement des effets des intérêts composés, accumulant ainsi des richesses de manière exponentielle au fil du temps. En revanche, ceux qui n'ont pas les moyens d'investir ou d'épargner de manière significative ne peuvent pas profiter de ces avantages. Cette disparité peut contribuer à creuser l'écart entre les classes sociales, les riches devenant plus riches grâce aux intérêts composés, tandis que les moins fortunés peinent à accumuler un capital significatif. De plus, l'accès à des produits financiers offrant des taux d'intérêt avantageux est souvent plus facile pour ceux qui disposent déjà d'un capital important, renforçant ainsi le cycle de l'accumulation de richesses. Cette dynamique peut contribuer à une concentration accrue de la richesse au sein d'une petite fraction de la population, exacerbant les inégalités économiques existantes.

## Héritage et citations célèbres
Les intérêts composés ont fasciné de nombreux penseurs, économistes et scientifiques au fil des siècles. Leur puissance et leur impact sur la croissance financière ont inspiré des réflexions et des commentaires qui ont marqué l'histoire de la pensée économique et financière :
- Albert Einstein, célèbre physicien du XXe siècle, aurait déclaré que les intérêts composés sont « la huitième merveille du monde. Celui qui les comprend les gagne, celui qui ne les comprend pas les paie ». Bien que l'authenticité de cette citation soit débattue, elle illustre l'importance accordée aux intérêts composés dans la culture populaire et financière[24].
- Benjamin Franklin, l'un des pères fondateurs des États-Unis et célèbre pour ses maximes sur l'argent et l'épargne, a également souligné l'importance des intérêts composés. Dans son essai Advice to a Young Tradesman (1748), il écrit : « Rappelez-vous que l'argent est de nature générative. L'argent peut engendrer de l'argent, et ses rejetons peuvent en engendrer davantage, et ainsi de suite ». Cette métaphore biologique souligne la capacité des intérêts composés à faire croître le capital de manière exponentielle[25].
- John Maynard Keynes, économiste britannique influent du XXe siècle, a reconnu le pouvoir des intérêts composés dans son ouvrage Théorie générale de l'emploi, de l'intérêt et de la monnaie (1936). Il y fait référence à « la puissance de l'intérêt composé au fil du temps » comme l'un des facteurs clés influençant l'accumulation de capital à long terme[26].